# Ulceby with Fordington
Ulceby with Fordington est une paroisse civile du Lincolnshire, en Angleterre.